# Нижний Доманик
Нижний Доманик — посёлок в составе городского округа Ухта республики Коми.

## Географическое положение
Посёлок расположен у юго-западной окраины поселка Ярега. Расстояние до города Ухты составляет 12 километров. К юго-восточным границам примыкают территории предприятий по нефтяной добыче и переработке. С южной стороны посёлок граничит с водохранилищем нефтяной шахты.

## Климат
Климат умеренно-континентальный с коротким прохладным летом и продолжительной морозной зимой. Климат формируется вблизи северных морей в условиях малого количества солнечной радиации и под воздействием интенсивного западного переноса. Особенностью климата является формирование неблагоприятных условий проживания, строительства и эксплуатации инженерных сооружений в зимний период. Зима длится 6 месяцев с октября по апрель. Преобладает устойчивая морозная погода с частыми снегопадами и метелями. Средняя температура января – 17,3ºС. Абсолютная минимальная температура воздуха (-49)ºС. Лето длится три месяца с июня по август с преимущественно прохладной и пасмурной погодой. В течение всего лета возможны заморозки, а также периоды засушливой, жаркой погоды. Средняя температура июля +12,1ºС. Абсолютный максимум равен +35ºС.

## Экономика
Посёлкообразующим предприятием является исправительная колония ИК-29.

## Население
Постоянное население по переписи 2002 года составляло 821 человека (русские 72%)  По переписи 2010 года население 910 человек..